# 2019년 북말루쿠주 지진
2019년 북말루쿠주 지진은 2019년 7월 14일 9시 10분 50초(UTC) 인도네시아 북말루쿠주 할마헤라섬 남쪽에서 일어난 규모 M7.2의 지진이다. 바칸 제도의 작은 항구인 라부하 건너편에서 일어난 지진이다. 이 지진으로 라부하에 최대 20cm의 지진 해일이 들이닥쳤다. 지진으로 인해 총 14명이 사망하고 129명이 부상을 입었으며 5만명이 넘는 사람이 이재민이 되었다.

## 같이 보기
- 2019년 지진
- 인도네시아의 지진 목록